# 22809 Kensiequade
22809 Kensiequade è un asteroide della fascia principale. Scoperto nel 1999, presenta un'orbita caratterizzata da un semiasse maggiore pari a 2,3449268 au e da un'eccentricità di 0,1915617, inclinata di 2,15666° rispetto all'eclittica.
L'asteroide è dedicato alla studentessa statunitense Mackensie Kathryn Quade.